# Kevin O'Halloran
Kevin O'Halloran (Australia, 3 de marzo de 1937-5 de julio de 1976) fue un nadador australiano especializado en pruebas de estilo libre, donde consiguió ser campeón olímpico en 1956 en los 4x200 metros.

## Carrera deportiva
En los Juegos Olímpicos de Melbourne 1956 ganó la medalla de oro en los relevos de 4x200 metros estilo libre, con un tiempo 8:23.6 segundos que fue récord del mundo, por delante de Estados Unidos (plata) y la Unión Soviética (bronce); sus compañeros de equipo fueron los nadadores: John Devitt, Murray Rose y Jon Henricks.